# アレクサンダー・ウニンスキー
アレクサンダー・ウニンスキー（英語: Alexander Uninsky；ウクライナ語: Олександр Юнінський；ロシア語: Александр Юнинский、1910年2月2日 キーウ – 1972年12月19日 ダラス）は、ウクライナ出身のアメリカ合衆国のピアニスト。日本では、ラテン文字表記をドイツ語風に読み下した表記が一般化しているが、キリル文字表記に即した場合はアレクサンドル・ユニンスキー（ロシア語: Александр Юнинский）。

## 経歴
生い立ち
1910年、ロシア帝国領・キーウで生まれた。最初にキエフ音楽院（1913年開校）においてピアノを学び、その後1923年にパリに移ってラザール・レヴィに師事した。パリ音楽院ピアノ科で首席となり、1932年にはショパン国際ピアノコンクールにおいて優勝した。実際にはハンガリーの盲目のピアニスト、イムレ・ウンガルと同点であったが、審査員がコイン投げで決着をつけた結果ウニンスキーが勝者になったという。
音楽家・音楽教育者として
1955年にトロント音楽院の教員となり、作曲家ブルース・マザーらを輩出した。マザーは1974年に恩師を偲んで、追悼音楽を作曲している。その後は南部メソジスト大学（ダラス）で教鞭を執り、ジェフリー・スワンやデイヴィッド・モーガン、カーメン・アルヴァレス、ヘンリー・ドスキー、ドゥブラフカ・トムシッチ・スレボトニャクらを輩出した。
演奏家としては、1950年代初頭に新設されたばかりのレコード会社フィリップスと契約。代表的な音盤はショパンの一連の録音であり、1950年代に録音された練習曲全集や、1959年から1971年にかけて録音されたマズルカならびに即興曲のほか、さらにはスケルツォやワルツに加えて、ピアノ協奏曲まで網羅されている。また、リスト作品の録音も残した。

## 演奏ならびにその特徴
ウニンスキーの演奏様式は、ニキタ・マガロフのものにたいへん似通っている。情緒に溺れず上品だが、ルバートの使用は演奏者が本質的に20世紀初頭の美学を奉じた人間であったことを物語っている。明晰で質素な演奏は、様式化されたヴィルトゥオーソのショパン演奏の伝統に抗うものであったにもかかわらず、第2回ショパン国際コンクールの審査員がそれを承知で感銘を受けたことは驚くにあたらない。ウニンスキーの演奏の「モダンさ」の表れは、「ブライロフスキーやウニンスキーがサル・プレイエルを満員にすることができるからといって、ザウアーが輝かしい過去にもかかわらず、ちっぽけなサル・エラールで演奏しなければならないなどとどうして考えることができようか？」と、『リベルタテア』紙の批評欄に寄せたディヌ・リパッティの発言（1937年）にまで遡ることができる。

## 註
1. ↑  吉澤ヴィルヘルム『ピアニストガイド』青弓社、印刷所・製本所厚徳所、2006年2月10日、59ページ、ISBN 4-7872-7208-X
2. ↑  Grigory Kogan
3. ↑  Bruce Mather In memoriam Alexander Uninsky
4. ↑  http://www.chopin.org/uploads/File/articles/JasinskiAndrzej.pdf
5. ↑  Marston - Emil von Sauer